# Stephen M. Shore
Stephen Mark Shore (Boston, 27 de setembre de 1961) és un professor autista d'educació especial a la Universitat Adelphi. Ha escrit els llibres que inclouen: College for Students with Disabilities (Col·legi d'estudiants amb discapacitat, 2015), Understanding Autism for Dummies (Comprenent l'autisme per a ximples, 2006), Ask and Tell: Self-Advocacy and Disclosure for People on the Autism Spectrum (Pregunteu i digueu: autopromoció i divulgació per a persones sobre l'espectre de l'autisme, 2004 (editor)), i Beyond the Wall (Més enllà del mur, 2003). Actualment, treballa a la junta d'Autism Speaks, i és un dels dos primers membres autistes de la junta de la seva història, buscant millorar el potencial de l'espectre autista. Va dirigir una vegada l'Associació Asperger de Nova Anglaterra i va estar al consell de la Autism Society of America (Societat d'Autisme d'Amèrica).
Shore va perdre coneixements lingüístics abans dels quatre anys, i va començar a recuperar-los als quatre anys. Va donar suport a la presa de mercuri en lloc de vaccins. Té un especial interès per la música. Va tenir dificultats per completar les tasques presentades en formats que no estava acostumat, el que el va portar a abandonar el doctorat de música. No obstant això, finalment va obtenir un doctorat en Educació Especial.
El seu llibre, Ask and Tell, descriu maneres com els autistes poden promoure les seves necessitats.